# Volksbeschermingseenheden
De Volksbeschermingseenheden (Koerdisch: Yekîneyên Parastina Gel, YPG) is een Koerdische militie in Rojava die een kritieke rol speelde bij het verslaan van IS in Syrië. De militie werd opgericht in 2004 ten tijde van de Kamishli rellen, waar Syrische Arabieren en Syrische Koerden slaags raakten voor aanvang van een voetbalwedstrijd en later opgevolgd werd door protesten tegen het Ba'ath regime.
Ze vormen de militante tak van de Democratische Unie Partij (PYD). De leider van de groep is Salih Muslim Muhammad en de groep heeft als doel het stichten van een autonome Koerdische regio in Syrië. De groep verdedigt deze gebieden verder tegen de invloed en/of aanwezigheid van andere partijen.
De YPG vormen het hoofdonderdeel van de Syrische Democratische Strijdkrachten (SDF), de noordelijke Syrische Alliantie die in de Syrische Burgeroorlog tegen onder andere IS (Daesh) strijdt. De SDF wordt niet uitgenodigd in vredesgesprekken over Syrië.

## Samenstelling
De PKK speelde een cruciale rol bij de oprichting van de PYD. De PYD en de PKK maken samen deel uit van de koepelstructuur Groep van Gemeenschappen in Koerdistan (KCK), die door PKK-leider Cemil Bayik wordt geleid. Nog steeds heeft de PYD/YPG leiders en strijders die rechtstreeks uit de PKK komen. Zoals Ferhat Abdi Şahin alias Mazlum Kobani alias Şahin Cilo (1967, Afrin), die tussen 2009 en 2012 aan het hoofd stond van de gewapende vleugel van de PKK: de HPG. Op voorspraak van Amerika werd deze link tussen de PKK en de SDF (YPG) bij monde van (ex-)SDF-woordvoerder Talal Silo gebagatelliseerd/ontkend. Echter, in 2013 maakte Osman Öcalan, de jongere broer van Abdullah Öcalan, al in een interview voor de Iraakse televisie Zelal kenbaar dat hij zowel de PYD als het PJAK had opgericht en deze verbonden zijn met de PKK en acteren op diens orders. Dit herhaalde hij ook in het programma BasiRoj.
De YPG bestaat uit mannen en vrouwen uit de gemeenschappen van Rojava. Hoewel de organisatie hoofdzakelijk etnisch-koerdisch is zijn er ook Arabieren op aansporing van het Assad-regime, en buitenlandse vrijwilligers in de rangen. In het gouvernement Al-Hasakah (kanton Jazira) werkt de YPG samen met de MFS (Syriac Military Council), een Assyrische organisatie met dezelfde doelstelling als de YPG. De MFS hangen de seculiere Dawronoye ideologie aan en hebben een alliantie met de Syriac Union Party.
Amerikaanse troepen met YPG-uniformen in het dorp Fatisah ten noorden van Raqqa bewijzen dat de Amerikanen naast de officiële lezing van president Barack Obama en het Pentagon meer deden dan advies verlenen. Zowel de fotograaf van het Franse persbureau AFP, als twee commandanten van de YPG; Hawkar Kobane en Baraa al-Ghanem bevestigen de deelname van Amerikaanse commando's aan verschillende operaties. Amerikaanse soldaten gebruikten onder meer TOW-raketten om IS te beschieten, aldus commandant Kobane. Volgens commandant Al-Ghanem zijn de Amerikanen vertegenwoordigd op alle posities aan het front en zijn ze actief op de grond en in de lucht. De YPG wordt ook bijgestaan door particuliere militaire uitvoerders, zoals Castle International LLC, vergelijkbaar met Blackwater. Het contract is vastgelegd door woordvoerder Redur Xelil en Naser Hajimansur van de YPG, en Dan Chirkoff, Ram A. Patten en Michal Qarajouli van Castle International.
De organisatie beschouwt zichzelf als een democratische volksmilitie en houdt interne verkiezingen om officieren te benoemen.
Sinds 2012 bestaat een vrouwelijke afdeling van YPG, genaamd de Vrouwelijke Volksbeschermingseenheden (YPJ).
De militie beschikt ook over tactische medische eenheden die de Yekîneyên Bijîşkî Taktîkî (Engels: Tactical Medical Unit, TMU) worden genoemd.

## Internationale steun en tegenwerking
Eind juli 2012 nam de YPG de steden Kobani, Amuda en Afrin over van de Syrische regeringstroepen.
Vanaf eind 2014 wordt er samengewerkt met de internationale coalitie tegen IS, die kwam tot stand nadat deze de stad Kobani belegerde. De YPG verdedigde de stad en slaagde erin met behulp van de luchtsteun IS begin 2015 weer te verdrijven. Deze samenwerking werd in Al-Hasakah voortgezet en zorgde in 2015 voor successen in de strijd tegen IS. In juni 2017 volgde de slag om Raqqa die aanving na een reeks van luchtaanvallen van de Verenigde Staten. Op 17 oktober 2017 is Raqqa na een maandenlange belegering ingenomen door de YPG en YPJ. De YPG en YPJ droegen de verovering van Raqqa op aan PKK-stichter Abdullah Öcalan door een huizenhoge vlag te laten wapperen op het Naim-plein. Echter, ontdekte de BBC een geheime overeenkomst tussen strijdende partijen. Zo'n 250 strijders van IS en 3.500 familieleden kregen vlak voor de val van Raqqa een veilige aftocht beloofd door de prowesterse SDF/YPG, bevestigde kolonel Ryan Dillon, woordvoerder van Operation Inherent Resolve.
Vanaf medio 2014 sloten westerse vrijwilligers zich aan bij de YPG om strijd te leveren tegen IS. Daaronder waren veel Britse en Amerikaanse ex-militairen die eerder in Afghanistan of Irak hadden gediend. De internationale vrijwilligers waren aanvankelijk te verdelen naar ideologische motivatie in rechtse (veelal christelijke) en linkse strijders. Veel rechtsgeoriënteerden vertrokken al snel weer vanwege de socialistische ideologie van de YPG naar Dwekh Nawsha, een christelijke militie.

### Verenigde Staten
De YPG worden met training en materieel gesteund door de Verenigde Staten. Meer dan 2.000 (lokale bronnen noemen 4.000) vrachtwagens aan zware wapens, gepantserde voertuigen en tanks zijn geleverd. De VS zal ook zijn aanwezigheid in Syrië blijven continueren onder andere door zijn militaire bases. Anno 2017 zijn er 2.000 Amerikaanse soldaten in Syrië gestationeerd, vier keer zoveel als in eerdere officiële Amerikaanse publicaties bekend is gemaakt.
De Amerikaanse minister van defensie onder Barack Obama, Ashton Carter, gaf in de Amerikaanse Senaat toe dat de YPG “substantiële banden” heeft met de PKK. Een rapport van de Directeur van de Nationale Inlichtingendiensten, de supervisor van de Amerikaanse inlichtingendiensten, noemt de YPG “de Syrische militie van de PKK”; terwijl in het World Factbook van de CIA de PYD “de Syrische arm van de PKK” worden genoemd. Generaal Raymond Thomas maakt er geen geheim van dat de SDF, die ook Arabische strijders telt, in feite gedomineerd wordt door de YPG. De Amerikanen stelden de YPG om redenen van public relations voor de naam SDF in te voeren.

### Rusland
Rusland was initieel voorstander van de representatie van de PYD bij de vredesonderhandelingen over Syrië. De relatie tussen de PYD/SDF/YPG en Rusland is bekoeld. Nadat de YPG weigerde het gezag over het district Afrin over te dragen aan het Syrisch regime, kreeg Turkije vrij spel van Rusland voor Operatie Olijftak. Rusland beoogt hiermee de rol van de VS in Syrië te verzwakken, de PYD tot onderhandelingen met het Syrische regime te bewegen en de relatie Rusland-Turkije te versterken. Rusland neemt samen met Iran en Turkije initiatieven om Syrische vredesgesprekken te voeren, hoofdzakelijk in Astana.

### Turkije
Het Adana Pact van 20 oktober 1998 tussen Syrië en Turkije stelde in het eerste artikel dat Syrië op geen enkele wijze zou toelaten dat zijn grondgebied gebruikt zou worden om de veiligheid en stabiliteit van Turkije te ondermijnen, en omgekeerd. Een bijkomend element in het pact was dat de Syrische regering de PKK zou beschouwen als onwettig, en deze zou bestrijden. Rusland verwijst als huidige spelverdeler in Noord-Syrië naar dit pact uit 1998. Dit verdrag zal volgens Turkije en Rusland op zijn minst een bron van inspiratie moeten vormen voor een oplossing in Noord-Syrië. Als nasleep van de Operatie Vredesbron vinden er Russisch-Turkse patrouilles langs de Noord-Syrische grens plaats vanaf november 2019.
Turkije heeft verklaard geen onderscheid te maken tussen IS en YPG omdat het de YPG beschouwt als de Syrische tak van de PKK. Arif Musa Ghubari is een voorbeeld van een in Jilbul (Afrin district) geboren PKK-er die in het Zuidoosten van Turkije vocht tegen de Turkse strijdkrachten. Daarom zijn de Turkse strijdkrachten samen met het door haar gesteunde Vrij Syrisch Leger (FSA) in 2016 een offensief begonnen in Noord-Syrië met de naam Operatie Eufraatschild. In oktober 2016 werd YPG geregeld door de Turkse luchtmacht gebombardeerd.
In januari 2018 begon Turkije met Operatie Olijftak, een grondoffensief samen met het Vrije Syrisch leger tegen de YPG in het district Afrin. Op 18 maart 2018, de 57-ste dag van Operatie Olijftak, werd de YPG verjaagd uit de stad Afrin.
De linkse politieke partij HDP steunt de PYD, YPG en de YPJ.

### Iran
Iran is een bondgenoot van het regime. Iran-gezinde Hezbollah milities kwamen in Afrin de YPG te hulp tegen Operatie Olijftak. In Al-Hasakah (2016) vochten de YPG tegen de Syrische strijdkrachten en de Assad-gezinde National Defence Force (NDF), gesteund door Hezbollah. Iran heeft meerdere militaire bases in Syrië.

### Israël
Israël heeft veelvuldig luchtaanvallen gevoerd op Syrisch grondgebied. Israël keert zich tegen de Turkse operaties en liet bij monde van Tzipi Hotovely , de Israëlische viceminister van buitenlandse zaken (en premier Benjamin Netanyahu), weten dat haar land de volksbeschermingseenheden steunt. "Israël heeft veel baat bij sterke YPG strijdkrachten, en andere sterke gematigde en pro-westerse groepen in Noord-Syrië", aldus Hotovely. Israël die sinds de jaren 60 van de twintigste eeuw banden met Koerden heeft, heeft via militaire relaties, inlichtingendiensten en zakelijke relaties contacten onderhouden om een buffer te creëren tegen gezamenlijke tegenstanders, waarvan de Iraanse invloeden de hoogste prioriteit hebben.

### Syrië

#### Syrisch regime
Naar aanleiding van Operatie Olijftak erkende woordvoerder Kino Gabriel van de SDF in februari 2018 hun samenwerking met het Syrische regime van president Bashar al-Assad inzake Afrin. Dat gaf gevolg aan de oproep van de SDF te helpen bij het verdedigen van de Syrische landsgrens. Versterking van YPG eenheden in Afrin werd daardoor mogelijk. De Shia milities van Hezbollah kwamen te hulp. Hoewel de drang naar autonomie of een vorm van federalisme op gespannen voet staat met het Syrisch regime, hebben zowel het Assad regime als de YPG elkaar betrekkelijk ongemoeid gelaten. In YPG-gebied Kamishli controleren Assad-troepen de luchthaven. In het Sheikh Maqsoud district van Aleppo, wat onder controle is van het regime, patrouilleren YPG-milities door de straten.
De Syrische minister van buitenlandse zaken noemde in september 2019 de SDF, waar de YPG deel van uitmaakt, separatistische terroristen die dienen in het belang van de Verenigde Staten en Israël. Als gevolg van de terugtrekking van Amerikaanse troepen en de daaropvolgende Operatie Vredesbron van de Turkse strijdkrachten en gelieerde troepen in oktober 2019, hebben de YPG/SDF een akkoord gesloten met het Syrisch regime. Rusland was hierin bepalend. De Syrische strijdkrachten maakten hiermee hun intrede in steden als Kobani, Manbij, Tall Tamar, Tabaqa, en Kamishli. Een autonoom Rojava komt daarmee na circa vijf jaar waarschijnlijk tot een einde.

#### Koerdische oppositie en Assyrische christenen
De Koerdische Nationale Raad (KNC, Koerdisch: Encûmena Niştimanî ya Kurdî li Sûriyê, ENKS); is een Koerdische politieke organisatie in Rojava die betrokken is bij de Syrische burgeroorlog. De ENKS vormt de oppositie tegen de PYD. De ENKS, onder leiding van Ibrahim Biro, wordt tegengewerkt door de PYD met onder meer sluiting van partijkantoren en arrestaties van partijleden. De ENKS beschuldigt de PYD van dictatorschap, wiens arbitraire praktijken leiden tot onderdrukking, moorden en gevangenschap van een ieder die het PYD beleid oppositie biedt, refererend aan Human Rights Watch rapporten die de inzet van kindsoldaten aantonen.
Assyrische christenen beklagen zich over de PYD die hun eigendommen wil confisqueren en gedwongen dienstplicht van christelijke jongeren in milities van de PYD (de Volksbeschermingseenheden, YPG) nastreeft. Assyriërs die zelf de bescherming van hun gemeenschappen wilden organiseren in Khabur kregen te maken met druk en vijandigheid. De Assyrische Democratische Partij (ADP) in Syrië heeft een verklaring uitgegeven waarin ze de nieuwe politiek van confiscatie door de PYD veroordeelt. Volgens deze partij is deze maatregel een onderdeel van de bewuste "koerdiseringspolitiek" in de regio om anderen hun macht op te leggen, hetgeen terugvoert naar dictatuur en eenpartijsystemen. Het eerste "Human Rights" rapport uitgegeven door de Assyrische Confederatie van Europa (ACE) spreekt over de systematische onderdrukking van Assyriërs in het Noordoosten van Syrië.

### Frankrijk
Frankrijk levert wapens en training aan de YPG en heeft tientallen speciale eenheden in de regio. Ook het 1ste Marine Infanterie Regiment van Parachutisten en de 10de Parachute Commando's zijn ter plaatse, alhoewel ze formeel in Irak gestationeerd zijn. Emmanuel Macron heeft 29 maart 2018 toegezegd meer troepen te sturen naar Manbij om de via Operatie Olijftak geboekte voortgang van Turkse troepen en de FSA af te stoppen, aldus YPG-woordvoerders. Deze eenheden zijn gestationeerd in onder andere; de Mistanur heuvel, Sarrin, Ayn Issa, Harab Isk en Raqqa. Lafarge is een Frans cement bedrijf die fabrieken heeft staan in Raqqa, Harab Isk (nabij Manbij) en in Afrin. Zij hebben de YPG ondersteund met het leveren van cement en tunnelboormachines voor het bouwen van tunnels in Afrin. Frankrijk heeft circa 70 speciale eenheden in de Lafarge fabriek tussen de Mistanur heuvel en Harab Isk. Lafarge is aangeklaagd voor het financieren van terrorisme, vanwege steekpenningen aan IS voor een bedrag van circa €15.000.000, terwijl IS de gedoodverfde tegenstander is van de YPG.

### België
De Belgische militaire inlichtengendienst ADIV met topman Eddy Testelmans, onderhield geheime contacten met de YPG. Om inlichtingen te winnen over Belgische Syriëstrijders werd de YPG trainingen en militair materiaal in het vooruitzicht gesteld. Enkele tientallen kregen een demonstratie "Nieuwe Technieken Gevechts Schieten (NTGS)". Het ging om een dynamische vorm van in groep omgaan met een wapen. Schieten op korte afstand en in bebouwde omgeving. Vervolgens gaven experts van de ADIV in de loop van 2016 een tweede training in Erbil te Irak: "Tactical Casualty Combat Care (TCCC)". Vergelijkbaar met EHBO in oorlogsomstandigheden. De medische sets werden achtergelaten door de Belgen. 
Van eind 2016 tot april 2017 onderhield de ADIV contact met YPG in België. Een andere geste was het verstrekken van "niet-dodelijk militair materiaal", zoals infraroodkijkers, gevechtskledij en camouflagenetten die je beschermen tegen inkijk met infraroodcamera’s. Een gespecialiseerd bedrijf uit West Vlaanderen zou via de AVID deze middelen faciliteren. Vanwege exportlicenties die directe levering bemoeilijkten trok de ADIV zich formeel terug van de leveringen.

### Nederland
Voor Nederland onderhoudt de PYD directe banden met de PKK. In tegenstelling tot de PKK komt de PYD en haar gewapende tak YPG niet voor op de Nederlandse terrorismelijst, noch op de lijsten van terroristische organisaties van de Europese Unie en de Verenigde Naties voor.
Sinds 2011 heeft Nederland €60 miljoen besteed ten behoeve van stabilisatie, mensenrechten en het politiek proces. Via het Access to Justice and Community Security Project (AJACS-programma) steunt de Nederlandse regering de Vrije Syrische Politie, de politiemacht van de oppositie; het Vrije Syrisch leger. Nederland heeft tot nu toe € 25,9 miljoen besteedt aan een andere fonds; het non-lethal assistance (NLA)-programma, ter ondersteuning van gematigde krachten in Syrië. NLA voor de SDF ligt niet voor de hand vanwege zorgen over mensenrechtenschendingen en nauwe relaties van de SDF met de PYD/YPG, die banden onderhouden met de terroristische organisatie PKK. Echter, is het volgens het Nederlands mandaat toegestaan de SDF met luchtbombardementen boven Oost-Syrië te ondersteunen ten behoeve van de collectieve zelfverdediging van Irak.
Anders dan in het Nederlandse mandaat; zoals vermeld in Kamerstuk 27 925, nr. 570 en Kamerstuk 27 925, nr. 612, hebben de Nederlandse F16's buiten het mandaatgebied van Oost-Syrië bombardementen uitgevoerd. Namelijk ook in het noordoosten van Syrië, zoals dat bevestigd werd door de dankbare SDF-woordvoerder Amjad Othman. Minister Stef Blok van Buitenlandse Zaken had verklaard dat er geen volkenrechtelijk mandaat was voor de operatie in Noord-Syrië. Wezenlijk betekent dit de schending van het non-interventiebeginsel, terwijl de Extern Volkenrechtelijk Adviseur (EVA) aanmerkt dat samenwerking met de SDF als niet-statelijke actor - al dan niet onder internationaal toezicht – op gespannen voet staat met het non-interventiebeginsel en de soevereiniteit van Syrië. De bezwaren ten aanzien van het niet voldoen aan mensenrechtenstandaarden en onzekerheid over de duurzaamheid van het gezag van de SDF, waarin de YPG de belangrijkste groep is, blijven daarnaast ook gelden.
Oud militair en ex-Dutchbatter Jitse Akse vocht mee met de YPG, hetgeen onder het Nederlandse strafrecht mogelijk tot vervolging zou leiden. Het Nederlandse Openbaar Ministerie besloot in juni 2016 om de Friese commando Akse, die in het verleden deel uitmaakte van de Luchtmobiele Brigade, niet te vervolgen voor zijn acties in Syrië. André Nollkaemper, hoogleraar internationaal publiekrecht aan de Universiteit van Amsterdam en onafhankelijk adviseur van minister Bert Koenders (Buitenlandse Zaken) achtte het al in februari 2016 "niet opportuun" om Akse te vervolgen voor het vechten tegen en eventueel doden van strijders van IS. Ondanks Akse's bevestiging van het doden van ISIS-militanten op beelden van EenVandaag en eerder tegenover de Leeuwarder Courant. Hij werd wel uit het bevolkingsregister geschrapt.
De Nederlandse oud-militair en sluipschutter Richard Jansen sloot zich eind 2014 aan bij de YPG. Hij beweerde zo'n veertig IS-strijders te hebben uitgeschakeld. Jansen was betrokken in gevechten in zowel Noord-Irak als Noord-Syrië. Hij gaf onder andere militaire trainingen aan andere buitenlandse strijders.
Op 12 februari 2018 kwam YPG-er Sjoerd Heeger (codenaam Baron Sason), een overtuigde rechtsextremist, bij Deir ez-Zor om. Hij maakte eerder deel uit van Rechtse Sector, een ultranationalistische paramilitaire groep in Oekraïne die strijdt tegen Russische separatisten.
Devin Etem Soysüren (Devin P., codenaam Cudi Tohildan) was lid van de Koerdische motorbende Median Empire MC en maakte met zijn mede motorbende-leden onder meer deel uit van een tactische medische eenheid (TMU, Koerdisch: Yekîneyên Bijîşkî Taktîkî) in de strijd om de Tabqadam. De Median Empire MC is een Duitse afsplitsing van Mongols Motorcycle Club uit Keulen. Median Empire MC had haar standplaats in Camp Arbat, nabij Suleimaniya. Bezoeken aan de PKK vonden plaats in de Kandil-bergen. De YPG riep naar aanleiding van de slag om Kobani de militaire hulp in van deze Yekîneyên Bijîşkî Taktîkî. Devin had bij de "Internationale Academy" al medische basistraining en wapentraining gehad. Hij was ook geïnstrueerd over de YPG ideologie, de geschiedenis van de Koerden, over de gelijkheid tussen man en vrouw, over Abdullah Öcalan en de taal. Op 18 juni 2020 kreeg de half Koerdisch (van vaders kant) half Nederlandse Devin 240 uur werkstraf en alleen een voorwaardelijke celstraf van zes maanden opgelegd, terwijl de eis van het Openbare Ministerie 3 jaar cel waarvan twee jaar voorwaardelijk was. De rechtbank oordeelde dat hij door welbewust naar een gebied af te reizen waar geweld aan de orde van de dag is, hij zich in de positie heeft geplaatst dat het zou kunnen voorkomen dat hij geweld zou moeten gebruiken.
Nederlands Joodse Rafi heeft zich ook aangesloten bij de PKK-gezinde motorclub Median Empire MC. Deze brengt in Europa opgegroeide Koerden en Yezidi’s bij elkaar om af te reizen naar Syrië en Irak om daar te vechten. Rafi geeft les in Krav Maga, dat wil zeggen contactgevecht. Minstens drie leden van de Nederlandse motorclub No Surrender reisden af naar Syrië en vochten actief aan de zijde van de YPG. Een van hen was "Nomad Ron", een Nederlandse ex-militair.
Het totaal aantal Nederlanders dat de YPG telt is onduidelijk. Volgens het jaarverslag over 2015 van de Militaire Inlichtingen- en Veiligheidsdienst (MIVD) hebben tussen 15 tot 20 oud-militairen zich aangesloten bij strijdgroepen in Syrië en/of Irak.